# Frank Luhmann
Frank Luhmann (* 1986 in West-Berlin) ist ein deutscher Politiker (CDU). Seit 2023 ist er Mitglied des Abgeordnetenhauses von Berlin.

## Leben
Luhmann wuchs in Berlin-Tempelhof auf. Er ist als Bestatter tätig. Luhmann ist ledig und evangelisch.

## Politik
Luhmann ist Mitglied der CDU. 2006 trat er der Jungen Union bei. Von 2017 bis 2023 war er Bürgerdeputierter im Wirtschaftsausschuss der Bezirksverordnetenversammlung von Tempelhof-Schöneberg.
Luhmann kandidierte bei der Wahl zum Abgeordnetenhaus von Berlin 2021 im Wahlkreis Tempelhof-Schöneberg 4, verfehlte jedoch den Einzug ins Abgeordnetenhaus. Bei der Wiederholungswahl 2023 konnte er das Direktmandat im Wahlkreis Tempelhof-Schöneberg 4 gewinnen und zog ins Abgeordnetenhaus ein.